# اليمن الجمهوري (كتاب)
اليمن الجمهوري  هو كتاب تاريخ سياسي من تأليف المؤرخ والشاعر اليمني عبد الله البردوني. صَدَر الكتاب عام 1983 ويتكون من أحد عشر قسماً وثلاث وثلاثين فصلاً، يناقش فيه المؤلف تاريخ اليمن السياسي بدايةً بأحداث ما قبل ثورة الدستور وحتى قيام الجمهورية في ستينات القرن العشرين. يختتم الكتاب بتحليل مشاكل واضطرابات النظام الجمهوري في اليمن.